# Open Nederlandse kampioenschappen kortebaanzwemmen 2023
De Open Nederlandse kampioenschappen kortebaanzwemmen 2023 werden gehouden van 15 tot en met 17 december 2023 in het Hofbad in Den Haag.

## Programma
| S | Series | Goud | Finale |

| Ochtendsessie | 09:00 | Avondsessie | 17:00 |

| Onderdeel         | December | December | December | December | December | December |
| Onderdeel         | 15       | 15       | 16       | 16       | 17       | 17       |
| ----------------- | -------- | -------- | -------- | -------- | -------- | -------- |
| 50m vrije slag    |          |          |          |          | S        | Goud     |
| 100m vrije slag   | S        | Goud     |          |          |          |          |
| 200m vrije slag   |          |          | S        | Goud     |          |          |
| 400m vrije slag   |          |          |          |          | S        | Goud     |
| 800m vrije slag   |          |          | Goud     | Goud     |          |          |
| 1500m vrije slag  | Goud     | Goud     |          |          |          |          |
| 50m rugslag       |          |          | S        | Goud     |          |          |
| 100m rugslag      | S        | Goud     |          |          |          |          |
| 200m rugslag      |          |          |          |          | S        | Goud     |
| 50m schoolslag    | S        | Goud     |          |          |          |          |
| 100m schoolslag   |          |          |          |          | S        | Goud     |
| 200m schoolslag   |          |          | S        | Goud     |          |          |
| 50m vlinderslag   |          |          |          |          | S        | Goud     |
| 100m vlinderslag  |          |          | S        | Goud     |          |          |
| 200m vlinderslag  | S        | Goud     |          |          |          |          |
| 100m wisselslag   |          |          |          |          | S        | Goud     |
| 200m wisselslag   | S        | Goud     |          |          |          |          |
| 400m wisselslag   |          |          | S        | Goud     |          |          |
| 4x100m vrije slag |          |          |          |          | Goud     | Goud     |
| 4x200m vrije slag | Goud     | Goud     |          |          |          |          |
| 4x100m wisselslag |          |          | Goud     | Goud     |          |          |
| Totaal            | 7        | 7        | 7        | 7        | 7        | 7        |

| Onderdeel         | December | December | December | December | December | December |
| Onderdeel         | 15       | 15       | 16       | 16       | 17       | 17       |
| ----------------- | -------- | -------- | -------- | -------- | -------- | -------- |
| 50m vrije slag    | S        | Goud     |          |          |          |          |
| 100m vrije slag   |          |          | S        | Goud     |          |          |
| 200m vrije slag   |          |          |          |          | S        | Goud     |
| 400m vrije slag   | S        | Goud     |          |          |          |          |
| 800m vrije slag   |          |          | Goud     | Goud     |          |          |
| 1500m vrije slag  |          |          |          |          | Goud     | Goud     |
| 50m rugslag       |          |          |          |          | S        | Goud     |
| 100m rugslag      |          |          | S        | Goud     |          |          |
| 200m rugslag      | S        | Goud     |          |          |          |          |
| 50m schoolslag    |          |          | S        | Goud     |          |          |
| 100m schoolslag   |          |          |          |          | S        | Goud     |
| 200m schoolslag   | S        | Goud     |          |          |          |          |
| 50m vlinderslag   | S        | Goud     |          |          |          |          |
| 100m vlinderslag  |          |          |          |          | S        | Goud     |
| 200m vlinderslag  |          |          | S        | Goud     |          |          |
| 100m wisselslag   | S        | Goud     |          |          |          |          |
| 200m wisselslag   |          |          | S        | Goud     |          |          |
| 400m wisselslag   |          |          |          |          | S        | Goud     |
| 4x100m vrije slag |          |          | Goud     | Goud     |          |          |
| 4x200m vrije slag | Goud     | Goud     |          |          |          |          |
| 4x100m wisselslag |          |          |          |          | Goud     | Goud     |
| Totaal            | 7        | 7        | 7        | 7        | 7        | 7        |

## Medailles
Legenda
- WR = Wereldrecord
- ER = Europees record
- NR = Nederlands record
- CR = Kampioenschapsrecord

### Mannen
| Onderdeel            | Goud                                                                       | Goud            | Zilver                                                                                 | Zilver   | Brons                                                                                  | Brons    |
| -------------------- | -------------------------------------------------------------------------- | --------------- | -------------------------------------------------------------------------------------- | -------- | -------------------------------------------------------------------------------------- | -------- |
| Vrije slag           |                                                                            |                 |                                                                                        |          |                                                                                        |          |
| 50 m                 | Sean Niewold WVZ                                                           | 21,65           | Brandon van den Berg Blue Marlins                                                      | 22,01    | Michael Smink Blue Marlins                                                             | 22,12    |
| 100 m                | Sean Niewold WVZ                                                           | 47,92           | Brandon van den Berg Blue Marlins                                                      | 48,50    | Maarten Brzoskowski PSV                                                                | 48,64    |
| 100 m                | Sean Niewold WVZ                                                           | 47,92           | Brandon van den Berg Blue Marlins                                                      | 48,50    | Perry Laarhoven Feijenoord Albion Zwemclub                                             | 48,64    |
| 200 m                | Bart Sommeling De Dolfijn                                                  | 1.44,60         | Maarten Brzoskowski PSV                                                                | 1.46,29  | Koen Marsman ZPC Amersfoort                                                            | 1.47,31  |
| 400 m                | Bart Sommeling De Dolfijn                                                  | 3.46,36         | Merlin Belmon PSV                                                                      | 3.49,09  | Tiago Fonseca Gomes PSV                                                                | 3.50,41  |
| 800 m                | Merlin Belmon PSV                                                          | 7.55,97         | Bart Sommeling De Dolfijn                                                              | 7.56,02  | Efe Öngören Blue Marlins                                                               | 8.03,19  |
| 1500 m               | Merlin Belmon PSV                                                          | 15.10,47        | Tiago Fonseca Gomes PSV                                                                | 15.14,81 | Bram Loots Team Noord-Holland (SG)                                                     | 15.27,29 |
| Rugslag              |                                                                            |                 |                                                                                        |          |                                                                                        |          |
| 50 m                 | Jay de Vries Blue Marlins                                                  | 24,60           | Ensger Kotterink Feijenoord Albion Zwemclub                                            | 24,70    | Sean Niewold WVZ                                                                       | 24,71    |
| 100 m                | Jay de Vries Blue Marlins                                                  | 53,46           | Raf Hendriks Hellas-Glana                                                              | 53,47    | Austin Namesnik ZPC Amersfoort                                                         | 53,64    |
| 200 m                | Raf Hendriks Hellas-Glana                                                  | 1.55,26         | Austin Namesnik ZPC Amersfoort                                                         | 1.55,47  | Niels Dijkshoorn PSV                                                                   | 1.56,15  |
| Schoolslag           |                                                                            |                 |                                                                                        |          |                                                                                        |          |
| 50 m                 | Koen de Groot PSV                                                          | 26,18           | Bram Zwetsloot ZV Nuenen                                                               | 26,78    | Kasper Leeuw ZPC Amersfoort                                                            | 27,18    |
| 100 m                | Koen de Groot PSV                                                          | 57,29 CR        | Bram Zwetsloot ZV Nuenen                                                               | 58,57    | Lucas Greven Hellas-Glana                                                              | 59,26    |
| 200 m                | Noah de Schryver De Dolfijn                                                | 2.06,55         | Ivo Kroes Azuro                                                                        | 2.07,89  | Bram Zwetsloot ZV Nuenen                                                               | 2.08,69  |
| Vlinderslag          |                                                                            |                 |                                                                                        |          |                                                                                        |          |
| 50 m                 | Thomas Verhoeven Feijenoord Albion Zwemclub                                | 22,75 CR        | Sean Niewold WVZ                                                                       | 23,00    | Michael Smink Blue Marlins                                                             | 23,47    |
| 100 m                | Sean Niewold WVZ                                                           | 52,07           | Niels de Boer Hellas-Glana                                                             | 52,95    | Tom Donker PSV                                                                         | 53,06    |
| 200 m                | Thomas Jansen WVZ                                                          | 1.55,86         | Niels de Boer Hellas-Glana                                                             | 1.58,13  | Tiago Fonseca Gomes PSV                                                                | 1.59,40  |
| Wisselslag           |                                                                            |                 |                                                                                        |          |                                                                                        |          |
| 100 m                | Ensger Kotterink Feijenoord Albion Zwemclub                                | 54,45           | Domingo Kuipers DZ&PC                                                                  | 54,77    | Lucas Greven Hellas-Glana                                                              | 55,21    |
| 200 m                | Thomas Jansen WVZ                                                          | 1.55,89 CR      | Lars Verhalle PSV                                                                      | 1.58,82  | Domingo Kuipers DZ&PC                                                                  | 2.00,06  |
| 400 m                | Thomas Jansen WVZ                                                          | 4.05,41 =NR, CR | Yanieck Weijland Blue Marlins                                                          | 4.20,13  | Sven Klink Swol 1894                                                                   | 4.24,58  |
| Vrije slag estafette |                                                                            |                 |                                                                                        |          |                                                                                        |          |
| 4x100 m              | De Dolfijn Bart Sommeling Vince van der Pal Jesse van der A Tim Hoogerwerf | 3.14,08         | PSV Lars Verhalle Tom Donker Luuk van Rooij Merlin Belmon                              | 3.16,00  | Feijenoord Albion Zwemclub Ensger Kotterink Ivo Stolk Thomas Verhoeven Perry Laarhoven | 3.16,54  |
| 4x200 m              | PSV Merlin Belmon Tom Donker Tiago Fonseca Gomes Maarten Brzoskowski       | 7.09,89         | De Dolfijn Bart Sommeling Vince van der Pal Wiktor Syldatk Tim Hoogerwerf              | 7.13,77  | ZPC Amersfoort Austin Namesnik Rijk Heere Niels Christoffels Koen Marsman              | 7.20,61  |
| Wisselslagestafette  |                                                                            |                 |                                                                                        |          |                                                                                        |          |
| 4x100 m              | PSV Niels Dijkshoorn Koen de Groot Tom Donker Maarten Brzoskowski          | 3.32,60         | Feijenoord Albion Zwemclub Ivo Stolk Ensger Kotterink Thomas Verhoeven Perry Laarhoven | 3.35,07  | Hellas-Glana Raf Hendriks Lucas Greven Niels de Boer Lars van der Heijden              | 3.35,13  |

### Vrouwen
| Onderdeel            | Goud                                                                            | Goud        | Zilver                                                                    | Zilver   | Brons                                                                        | Brons    |
| -------------------- | ------------------------------------------------------------------------------- | ----------- | ------------------------------------------------------------------------- | -------- | ---------------------------------------------------------------------------- | -------- |
| Vrije slag           |                                                                                 |             |                                                                           |          |                                                                              |          |
| 50 m                 | Valerie van Roon De Dolfijn                                                     | 23,87       | Britta Koehorst WVZ                                                       | 24,69    | Jenjira Srisa-Ard De Dolfijn                                                 | 24,80    |
| 100 m                | Valerie van Roon De Dolfijn                                                     | 53,14       | Britta Koehorst WVZ                                                       | 54,26    | Femke Hoppenbrouwer De Dolfijn                                               | 54,63    |
| 200 m                | Yara van Kalmthout PSV                                                          | 1.58,67     | Femke Spiering ZPC Amersfoort                                             | 1.59,44  | Serena Stel De Dolfijn                                                       | 1.59,66  |
| 400 m                | Serena Stel De Dolfijn                                                          | 4.11,16     | Yara van Kalmthout PSV                                                    | 4.11,77  | Merel Schravendijk Blue Marlins                                              | 4.14,89  |
| 800 m                | Serena Stel De Dolfijn                                                          | 8.40,27     | Marte Hieke van der Kamp HZ&PC Heerenveen                                 | 8.44,20  | Hedwig Bolt HZ&PC Heerenveen                                                 | 8.51,04  |
| 1500 m               | Serena Stel De Dolfijn                                                          | 16.30,82 CR | Marte Hieke van der Kamp HZ&PC Heerenveen                                 | 16.51,65 | Jade van der Schrier AZC                                                     | 17.18,03 |
| Rugslag              |                                                                                 |             |                                                                           |          |                                                                              |          |
| 50 m                 | Tessa Giele Feijenoord Albion Zwemclub                                          | 26,61       | Britta Koehorst WVZ                                                       | 27,66    | Lieke Oude Lenferink De Dolfijn                                              | 28,10    |
| 100 m                | Lotte Hosper Blue Marlins                                                       | 58,53       | Ismay Lichtendonk Dedemsvaart AC                                          | 1.00,04  | Jinth Engelse NieMo Barracuda                                                | 1.00,19  |
| 200 m                | Lotte Hosper Blue Marlins                                                       | 2.04,50     | Jinth Engelse NieMo Barracuda                                             | 2.09,25  | Lieke Oude Lenferink De Dolfijn                                              | 2.11,02  |
| Schoolslag           |                                                                                 |             |                                                                           |          |                                                                              |          |
| 50 m                 | Anne Palmans WVZ                                                                | 30,55       | Jenjira Srisa-Ard De Dolfijn                                              | 30,75    | Hanna Kareinen De Dolfijn                                                    | 30,87    |
| 100 m                | Madelijne Schothans De Dinkel                                                   | 1.06,58     | Anne Palmans WVZ                                                          | 1.07,74  | Hanna Kareinen De Dolfijn                                                    | 1.08,55  |
| 200 m                | Jill Nai Chung Tong WVZ                                                         | 2.26,56     | Madelijne Schothans De Dinkel                                             | 2.26,68  | Zinke Delcommune PSV                                                         | 2.27,84  |
| Vlinderslag          |                                                                                 |             |                                                                           |          |                                                                              |          |
| 50 m                 | Tessa Giele Feijenoord Albion Zwemclub                                          | 25,60       | Jenjira Srisa-Ard De Dolfijn                                              | 26,20    | Britta Koehorst WVZ                                                          | 26,41    |
| 100 m                | Tessa Giele Feijenoord Albion Zwemclub                                          | 57,25       | Kinge Zandringa De Dolfijn                                                | 58,62    | Femke Spiering ZPC Amersfoort                                                | 59,05    |
| 200 m                | Tessa Giele Feijenoord Albion Zwemclub                                          | 2.08,57 CR  | Femke Spiering ZPC Amersfoort                                             | 2.09,21  | Kinge Zandringa De Dolfijn                                                   | 2.14,73  |
| Wisselslag           |                                                                                 |             |                                                                           |          |                                                                              |          |
| 100 m                | Tessa Giele Feijenoord Albion Zwemclub                                          | 59,58       | Britta Koehorst WVZ                                                       | 1.00,69  | Mare Schallenberg ACZ                                                        | 1.01,71  |
| 200 m                | Zinke Delcommune PSV                                                            | 2.13,02     | Elise Tanis De Dolfijn                                                    | 2.14,61  | Serena Stel De Dolfijn                                                       | 2.14,86  |
| 400 m                | Merel Schravendijk Blue Marlins                                                 | 4.47,96     | Nikita van den Ouden PSV                                                  | 4.49,21  | Hedwig Bolt HZ&PC Heerenveen                                                 | 4.51,64  |
| Vrije slag estafette |                                                                                 |             |                                                                           |          |                                                                              |          |
| 4x100 m              | De Dolfijn Jenjira Srisa-Ard Femke Hoppenbrouwer Elise Tanis Valerie van Roon   | 3.39,28     | PSV Yara van Kalmthout Kirsten Verhalle Janne Slegers Zinke Delcommune    | 3.41,84  | ZPC Amersfoort Femke Spiering Maaike Ooms Elise Hardeman Rosalie Reef        | 3.42,00  |
| 4x200 m              | PSV Yara van Kalmthout Anna van Droffelaar Kirsten Verhalle Zinke Delcommune    | 8.00,35     | ZPC Amersfoort Femke Spiering Rosalie Reef Nynke Boerefijn Elise Hardeman | 8.05,14  | De Dolfijn Serena Stel Tamara Grove Elise Tanis Femke Hoppenbrouwer          | 8.05,73  |
| Wisselslagestafette  |                                                                                 |             |                                                                           |          |                                                                              |          |
| 4x100 m              | De Dolfijn Lieke Oude Lenferink Hanna Kareinen Kinge Zandringa Valerie van Roon | 3.59,75     | ZPC Amersfoort Jetske Moot Bridget Vermeer Femke Spiering Rosalie Reef    | 4.04,91  | De Dolfijn Carolina Cermelli Sterre Hendriks Elise Tanis Femke Hoppenbrouwer | 4.05,77  |